# Fuzzy-Zahl

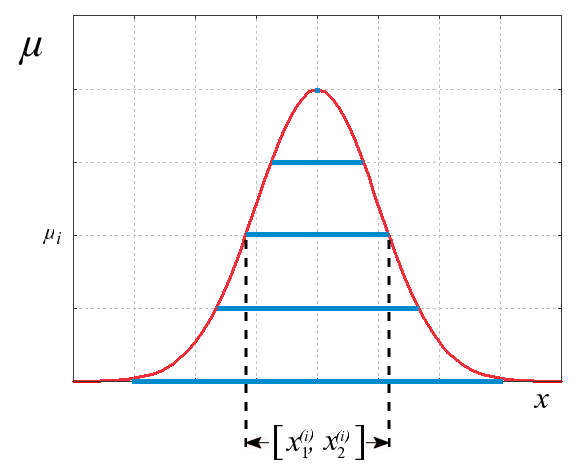
Fuzzy Arithmetik

Eine Fuzzy-Zahl ist eine Verallgemeinerung einer regulären reellen Zahl in dem Sinne, dass es sich nicht auf einen einzelnen Wert bezieht, sondern auf eine zusammenhängende Menge möglicher Werte bezieht, wobei jeder mögliche Wert seine eigene Gewichtung zwischen 0 und 1 hat. Diese Wichtung nennt man die Zugehörigkeitsfunktion. Eine Fuzzy-Zahl ist also ein Spezialfall einer konvexen, normierten Fuzzy-Menge der reellen Geraden. So wie die Fuzzylogik eine Erweiterung der booleschen Algebra ist (die nur absolute Wahrheit und absolute Falschheit verwendet und nichts dazwischen), sind Fuzzy-Zahlen eine Erweiterung der reellen Zahlen. Rechnen mit Fuzzy-Zahlen ermöglichen die Einbeziehung von Unsicherheiten bei Parametern, Eigenschaften, Geometrie, Anfangsbedingungen usw. Die arithmetischen Rechnen mit Fuzzy-Zahlen wird unter Verwendung von Fuzzy-Arithmetik-Operationen implementiert, die durch zwei verschiedene Ansätze durchgeführt werden können: (1) Intervallarithmetik Ansatz; und (2) der Erweiterungs-Prinzip-Ansatz.
Eine Fuzzy-Zahl ist gleich ihrem Fuzzy-Intervall. Der Grad der Unschärfe wird durch den a-Schnitt (englisch a-cut) bestimmt, der auch als Fuzzy-Ausbreitung (englisch Fuzzy-Spread) bezeichnet wird.